# Cuilén mac Cellaig
Cuilén mac Cellaig  († 933) est roi d'Osraige dans l'actuel comté de Kilkenny en Irlande qui règne de 928 à 934.

## Biographie
Cuilén est le fils ainé de Cellach mac Cerbaill. Son bref règne est peu documenté. Il accède au trône après la mort de son oncle Diarmait mac Cerbaill. Sa mort est relevée en 931 par les Annales des quatre maîtres et en 933 par les Annales d'Ulster, qui soulignent qu'il était « un excellent légiste ». Il a pour successeur son frère cadet Donnchad mac Cellaig,

## Sources
- (en) T.W Moody, F.X. Martin,F.J. Byrne, Maps, Genealogies, Lists. A companion to Irish History part II, Oxford, Oxford University Press, coll. « A New History of Ireland » (no 9), 2011, 674 p. (ISBN 978-0-19-959306-4), p. 135 & 202-203 « Kings of Osraige, a.842-1176 »
- Stokvis, Anthony Marinus Hendrik Johan, préface de H. F. Wijnman, Manuel d'histoire, de généalogie et de chronologie de tous les États du globe, depuis les temps les plus reculés jusqu'à nos jours, Israël, 1966, p. 272 Table n°28a Généalogie des rois d'Ossory
- (en) Bart Jaski, Genealogical tables of medieval Irish royal dynasties, Dublin, Four Courts Press, 2013 (ISBN 9781846824265), p. 127 Tableau-47 Osraige b.9th-12th c.